# Régine Pascale
Pour les articles homonymes, voir Pascale.
Régine Pascale, à l’état civil Joelle Yvonne Julienne Pengam, est une scénariste française de bande dessinée, née le 22 avril 1939 à Lannilis et morte le 22 décembre 1999 à Quimper. Elle écrit les textes des séries Petit-Renard et Modou la Tzigane.

## Biographie
Joelle Yvonne Julienne Pengam est née en 1939. Pendant la Seconde Guerre mondiale, elle passe son enfance dans le Léo, chez ses grands-parents. Elle passe la suite de son enfance à Quimper chez ses parents.
Après ses études de lettres, elle commence par être journaliste dans la presse féminine, puis à partir de 1977 elle écrit aussi des romans d'aventure pour les jeunes et des contes pour les enfants,.
Sous le pseudonyme de Régine Pascale, elle se met à la bande dessinée en 1980, dans la revue Astrapi, avec la Ferme des baleines. Dans cette même revue, elle écrit à partir de 1983 les textes de la série Petit-Renard, illustrée par Nadine Brass,. Elle écrit en 1988 le scénario de Modou la Tzigane, avec la même illustratrice, publiée aux éditions Casterman.

## Albums de bande dessinée
- Petit-Renard, dessins de Nadine Brass, éditions Bayard-Astrapi :

1. Le Voleur de chevaux ; La Chasse aux bisons, 1984  (ISBN 2-7009-4018-0) ;
2. Un aigle dans l'orage, 1985  (ISBN 2-7009-4029-6) ;
3. Tempête de neige, 1987  (ISBN 2-7009-4043-1) ,
4. Le Fil magique, 1988  (ISBN 2-7009-4059-8) ;
5. Le Monstre de la prairie, 1989  (ISBN 2-227-71500-6).

- Modou la Tzigane, dessins de Nadine Brass, éditions Casterman :

1. Au secours du prince, 1988 ;
2. Les Enfants de la forêt, 1989 ;
3. Destination Venise, 1991 ;
4. Explosion à l'Arsenal, 1991.